# Burchard (Nebraska)
Burchard – wieś w Stanach Zjednoczonych, w stanie Nebraska, w hrabstwie Pawnee.